# Потолок валентной зоны
Потоло́к вале́нтной зо́ны — самое высокое по энергии состояние в валентной зоне полупроводника, а также энергия этого состояния. Состояние задаётся волновым вектором электрона {\displaystyle {\vec {k}}_{v0}}, а энергия имеет стандартное обозначение {\displaystyle E_{v}}.
Потолок валентной зоны обычно находится в центре зоны Бриллюэна (в Γ-точке) и является вырожденным, так как там происходит касание двух ветвей дисперсионного соотношения {\displaystyle E({\vec {k}})}, связывающего энергию электрона (дырки) и волновой вектор. 
Для органических полупроводников, вместо термина «потолок валентной зоны», используется понятие самая высокая занятая молекулярная орбиталь (англ. HOMO: highest occupied molecular orbital).
Если дно зоны проводимости и потолок валентной зоны полупроводника находятся в одной и той же точке зоны Бриллюэна ({\displaystyle {\vec {k}}_{c0}={\vec {k}}_{v0}}, обычно = 0), такой материал называется прямозонным (пример: GaAs), а если в разных — непрямозонным (пример: Si).